# Leonardo Zanotti
Leonardo Zanotti (12 de marzo de 1978) es un deportista italiano que compitió en ciclismo de montaña en la disciplina de campo a través. Ganó una medalla de bronce en el Campeonato Mundial de Ciclismo de Montaña de 2000, en la prueba por relevos.
Fue profesional de ciclismo en carretera en 2002 y 2003.

## Palmarés internacional
| Campeonato Mundial | Campeonato Mundial     | Campeonato Mundial | Campeonato Mundial         |
| Año                | Lugar                  | Medalla            | Competición                |
| ------------------ | ---------------------- | ------------------ | -------------------------- |
| 2000               | Sierra Nevada (España) | Medalla de bronce  | Campo a través por relevos |